# Presídium del Sóviet Supremo de la URSS
El Presídium del Sóviet Supremo de la Unión Soviética (en ruso Президиум Верховного Совета СССР, Priezídium Verjóvnogo Sovieta SSSR) era uno de los órganos de gobierno más importantes de la Unión Soviética, que ejercía una jefatura de Estado colectiva. Electo por el Sóviet Supremo en sesión conjunta de sus dos cámaras, tenía potestad legislativa cuando este no sesionaba (el Sóviet Supremo solo se reunía en dos períodos anuales). Su sede estaba ubicada en el Kremlin de Moscú.
Los diputados electos al Presídium duraban en sus cargos cuatro años, lo mismo que cada legislatura del Sóviet Supremo. El Presídium estaba integrado por el Presidente, un diputado por cada una de las quince repúblicas, un secretario y veinte miembros ordinarios. A partir de 1988, además incluía al Vicepresidente del Presídium, a los presidentes de ambas cámaras, al presidente del Comité de Control y a los presidentes de los sóviets supremos de las repúblicas. Todas sus actividades estaban sujetas a revisión por el Sóviet Supremo, a quien debía reportar. Cada república socialista soviética o república autónoma tenía además su propio Presídium del Sóviet Supremo, cuyas funciones estaban determinadas por las constituciones locales.

## Historia
Durante la elaboración del proyecto de Constitución Soviética de 1936 y su discusión a nivel nacional, ya se habían hecho propuestas para reemplazar el máximo órgano colectivo del Sóviet Supremo por el cargo exclusivo y personal del presidente soviético. Sin embargo, Iósif Stalin se opuso a estas propuestas. En un informe sobre el borrador de la nueva Constitución dijo:
Según el sistema de nuestra Constitución, en la URSS no debería haber un solo presidente, elegido por toda la población, en igualdad de condiciones con el Sóviet Supremo, y que pueda oponerse a este.
Este enfoque se explica por la profunda y fundamental incompatibilidad de las formas de gobierno presidencial y soviética. La mayoría de los países del bloque del Este siguieron el tipo soviético de estructura de poder estatal, aplicándolo en sus propios gobiernos. En 1988, la composición del presídium fue modificada, ahora incluyendo entre sus miembros a los presidentes de los Presídiums de los Sóviets Supremos de las Repúblicas, y a los presidentes del Sóviet de la Unión y del Sóviet de las Nacionalidades, respectivamente, así como al presidente del Comité  de Control Popular. Después del 14 de marzo de 1990 y la elección del Presidente de la URSS, la composición del Presídium volvió a cambiar radicalmente. Su composición comenzó a incluir ahora también a los presidentes de las comisiones permanentes de las cámaras del Sóviet Supremo, y a otros diputados populares de la URSS, cada uno representando a cada república, así como dos miembros por cada una de las repúblicas autónomas y uno por cada uno de los óblasts autónomos y okrugs autónomos.
El 5 de septiembre de 1991, el Presídium cesó sus actividades, y el 18 de octubre celebró su última sesión.

## Estructura
Según el artículo 48 de la Constitución de la Unión Soviética, los diputados del Sóviet Supremo, en una sesión conjunta de ambas cámaras, elegían a todos los miembros del Presídium, durante la primera sesión de cada nueva convocatoria. El Presídium era responsable ante el Sóviet Supremo de todas sus actividades.

### Presidente
Era el portavoz del Presídium; encargado de coordinar las actividades de este. Las leyes de la URSS, resoluciones y otros actos del Sóviet Supremo se publicaban bajo las firmas del Presidente.

### Primer Vicepresidente
Aunque en un inicio el cargo no estuvo contemplado dentro de la Constitución de 1936, se decidió conjuntamente que este sería establecido, siendo Nikolái Shvérnik designado para el puesto el 1 de febrero de 1944, y continuó existiendo hasta 1946. El cargo fue establecido oficialmente en 1977.

### Secretario
El secretario era el adjunto del presidente del Presídium, que lo asistía en su labor, y actuaba como supervisor de las tareas administrativas del Presídium.

### Vicepresidentes
Eran un total de 15 (en un inicio 11), cada uno representando a cada una de las repúblicas del país.

## Facultades
De acuerdo a la Constitución de la Unión Soviética, las principales atribuciones del Presídium del Sóviet Supremo eran las siguientes:
- Promulgar decretos;
- Interpretar la legislación vigente;
- Disolver el Sóviet Supremo según lo dispuesto por el artículo 47 de la Constitución y llamar a nuevas elecciones;
- Realizar un referéndum nacional por iniciativa propia o a solicitud de alguna de las repúblicas de la Unión;
- Declarar la nulidad de decretos del Consejo de Ministros y los consejos de ministros de las repúblicas en caso de que discreparan con la legislación vigente;
- Relevar al Presidente del Consejo de Ministros y nombrar ministros, siempre que el Sóviet Supremo no se encontrara sesionando, con la posterior remisión al Sóviet Supremo para su aprobación;
- Establecer órdenes y medallas, y otorgarlas;
- Establecer títulos honorarios, y asignarlos;
- Conmutar penas;
- Nombrar y relevar a los miembros Estado Mayor del Ejército Rojo;
- Establecer rangos militares y diplomáticos, entre otros;
- Declarar la movilización parcial o general;
- Declarar la guerra en caso de ataque a la Unión Soviética o en cumplimiento de obligaciones de tratados internacionales de defensa mutua;
- Ratificar y renunciar a tratados internacionales suscritos por la Unión Soviética;
- Representar al Sóviet Supremo, siempre que este no se encontrara sesionando, en sus relaciones con parlamentos extranjeros;
- Nombrar y relevar plenipotenciarios soviéticos en el extranjero;
- Recibir cartas credenciales de representantes diplomáticos extranjeros acreditados en la Unión Soviética;
- Declarar la ley marcial en una región determinada o en toda la Unión con el propósito de defender al país o preservar el orden público y la seguridad del Estado.

El Presídium también se encargaba de asuntos relacionados con la adquisición de la ciudadanía soviética, su retirada o renuncia voluntaria a ella.

## Sede
Su edificio sede era el denominado Presídium del Kremlin, ubicado en el Kremlin de Moscú.